# Ovis gmelini
Муфлон (Ovis gmelini) — дика вівця, яка походить з Кіпру та Каспійського регіону, включаючи східну Туреччину, Вірменію, Азербайджан, Грузію та Іран. Він також зустрічається в деяких частинах Європи. Вважається, що це предок усіх сучасних домашніх порід овець.
Ovis gmelini — наукова назва, запропонована Едвардом Блітом у 1841 році для диких овець на Близькому Сході. У 19 і 20 століттях було описано кілька диких овець, які сьогодні вважаються підвидом муфлонів: 